# Джетт, Джоан
Джо́ан Джетт (настоящее имя Джоан Мэри Ларкин; род. 22 сентября 1958, Филадельфия, Пенсильвания) — американская рок-певица, гитаристка, вокалистка, продюсер и автор песен, актриса.
Получила известность, когда играла на ритм-гитаре в группе The Runaways. Но большую известность Джоан получила, когда исполнила песню «I Love Rock ’n’ Roll» со своей группой Joan Jett & the Blackhearts, которая занимала первую строчку в Billboard Hot 100 с 20 марта до 1 мая 1982. Другими известными песнями группы были Crimson and Clover, I Hate Myself for Loving You, Do You Want to Touch Me, Light of Day, Love Is All Around, Bad Reputation, Little Liar' и I Love Playing With Fire.
Её музыка — в основном изобилие бескомпромиссного, механического ритма, свойственного для многих групп из её родной Филадельфии. Тексты песен чаще всего о потерянной любви, стремлении к настоящему, о борьбе и резолюции американского среднего класса.

## Биография
Родилась в больнице Лонкено, в Винвуде, пригороде Филадельфии, штат Пенсильвания. В 1967 году она переехала в Роквилл, штат Мэриленд. Будучи подростком, Джетт тайком по ночам убегала из дома, чтобы ходить с друзьями на концерты. В возрасте 13 лет она получила на Рождество от отца свою первую гитару и после этого, в основном, проводила время за написанием песен. В это время её семья переехала в пригород Лос-Анджелеса, штат Калифорния. В Лос-Анджелесе Джоан познакомилась с некоторыми из её кумиров, в том числе с Сьюзи Кватро, одной из первых женщин-рок-музыкантов.
В фильме «Ранэвэйс» о начале творчества Джетт показано, что Кватро имеет важное значение для карьеры Джоан и что она переняла много качеств Сьюзи, в том числе её лохматую прическу и стиль. Джетт могла дожидаться Сьюзи в гостиницах только ради того, чтобы увидеть её. Джоан носила туфли на деревянной платформе, с надписью сбоку «Suzi Quatro». Её стиль также соотносят с глэм-роком, из-за любви к кожаным курткам и обтягивающим лосинам.

## The Runaways (группа)
В 1975 году, спустя три года после переезда в Лос-Анджелес, под влиянием творчества Сьюзи Кватро, Джоан вместе с Санди Уэст (барабаны) собрала свою первую команду, впоследствии получившую название The Runaways. Также в состав входили Мики Стил, Джеки Фокс, Лита Форд и Шери Кэрри, которая завершила состав. Хотя Кэрри первоначально была фронтменом группы, помимо бэк-вокала и гитарных партий Джет участвовала в написании большей части материала, вместе с Кэрри и Микки Стил.
Группа записала 5 альбомов (вместе с альбомом Live in Japan), не имевших популярности в США. В 1977 году, после выпуска своего второго альбома группа отправилась в мировое турне, особенного успеха добившись в Японии, где их появление напоминало битломанию.

## Интересные факты
Джоан стала вегетарианкой по этическим причинам. В 2011 году записала для организации PETA видеообращение, в котором превозносит значение вегетарианства для здоровья и охраны окружающей среды. Выступая против войны в Ираке, в 2004 году поддерживала кампанию антивоенного кандидата в президенты Говарда Дина.

## Личная жизнь

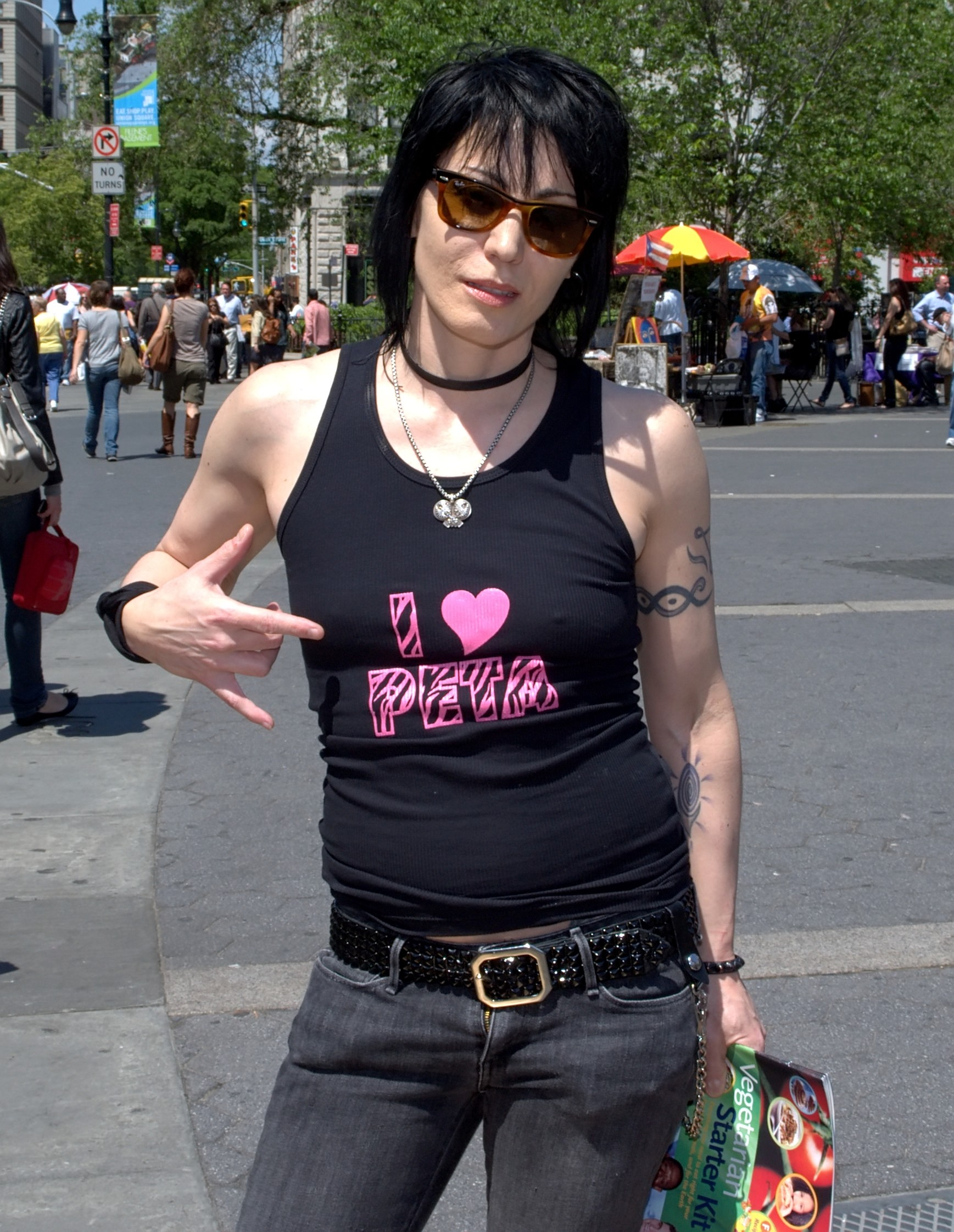
Джетт продвигает PETA на Юнион-сквер, Нью-Йорк, 2010 год.

В течение многих лет Джетт отказывалась ни подтверждать, ни опровергать слухи о том, что она лесбиянка или бисексуалка. 
В 1976 году имела отношения с Чери Карри, солисткой The Runaways.
В 2006 году встречалась с девушкой по имени Дженна Джеймсон.
В 2016 году бывшая соло-гитаристка Runaways Лита Форд рассказала в своих мемуарах, что она ушла из группы, потому что остальные участники были «лесби», сказав: «Сначала я узнала, что Сэнди, с которой я больше всего сблизилась, была лесбиянкой. Затем я узнала, что Чери крутила с Джоан. Я была так напугана, что ушла из группы. Когда я узнала, что все девушки в группе были лесби, я не знала, как это принять. Я не знала что это было».

## Дискография
| Студийные альбомы Joan Jett - Joan Jett (1980); переиздан под названием Bad Reputation (1981) - The Hit List (1990) Студийные альбомы с группой The Blackhearts - I Love Rock 'n' Roll (1981) - Album (1983) - Glorious Results of a Misspent Youth (1984) - Good Music (1986) - Up Your Alley (1988) - Notorious (1991) - Pure and Simple (1994) - Naked (2004) - Sinner (2006) - Unvarnished (2013) Альбомы для фан-клуба: - Cherry Bomb (1995) - 1979 (1995) - Unfinished Business (2001) | Компиляции: - Do You Wanna Touch Me (1993) - Flashback (1993) - Great Hits (1996) - Fit to Be Tied (1997) - Fetish (1999) - Jett Rock (2003) - Greatest Hits (2010) Совместные альбомы: - Evil Stig (с The Gits) (1995) Альбомы, выпущенные только в Японии: - I Love Rock 'n' Roll 92 (1992) (EP) - Jett Rock: Greatest Hits of Joan Jett & the Blackhearts (2003) - Naked (2004) |